# ثيؤدورا
هي إحدى القديسات اللواتي عشن في البرية كمتوحدات وقد عاصرت هذه الأم أربعة من الآباء البطاركة هم البابا اثناسيوس الرسولي والبابا بطرس والبابا تيموثاؤس والبابا ثاؤفيلس.

## نشأتها
ولدت في مدينة الإسكندرية وتربت هذه القديسة وسط الدين مسيحيين وأغنياء المدينة فلما وصلت سن الزواج أراد والديها أن يزوجها فأحضرا لها كل متطلبات الزواج من مجوهرات وملابس أما القديسة فعزفت عن الزواج. لأنها وضعت في نفسها أنها عروس للملك السمائي فكرست كل حياتها للعريس له. فلم يرغماها والديها على هذا الموضوع.
وقد استمرت هذه القديسة عابدة الله بصلوات وعبادة إلى أن توفي والديها. فللحال وزعت كل ما لديها على الفقراء والمحتاجين. وقامت ببناء كنيسة بظاهر الإسكندرية ثم رهبنها البابا اثناسيوس وقد عاشت هذه القديسة حياة نسكيه قاسيه جداً فكان يقصدها الكثير من الراهبات لطلب كلمة منفعه وقد أستمرت على هذه الحياة إلى أن وصلت إلى 100 عام بحياة لا تعرف الفتور ضاربة أمثلة حيه إلى كل جيل في التمسك بالحياة الروحية إلى ان توفت وكذلك لها عدة أقوال منها:
- جميع أعمال الرهبنة من صلاه ونسك وسهر لا تصل بالإنسان إلى الملكوت بدون اتضاع.
- عن عمل الوصية: (حدث ان أنساناً شتم أنساناً تقياً فأجابه كنت قادر أن أجيبك بما يوافق كلامك ولكن ناموس الله يغلق فمى)
- حسن للإنسان ان يكون في سكون فإن شيمة الحكيم هي السكون.
- كما أن الشجرة إذ لم تتعرض لعواصف الشتاء لا يمكنها أن تثمر هكذا الحال إن لم تجاهد لا ترث ملكوت الله.

## مواضيع مرتبطة
- أقباط
- تاريخ مصر المسيحية
- معهد الدراسات القبطية
- كنيسة قبطية أرثوذكسية
- توماس السائح
- دميانه
- برسوم العريان